# روبن ليفيت
روبن ليفيت (بالإنجليزية: Robin Levett) (14 أكتوبر 1925 - 14 أغسطس 2008)؛ روائية أسترالية.